# فارس الدين أقطاي الجمدار
الأميرُ فارس الدين أقطاي بن عبد الله الجمدار الصالحي من كبار المماليك البحرية ،و قال عنه شمس الدين الذهبي: «وكان طائشًا عاملًا على السلطنة، وانضاف إليه البحرية كالرشيدي وركن الدين بيبرس البندقداري الذي صار سلطانًا»

## أصله
كان المماليك الذين يجلبون إلي مصر عادة صغار في السن ،و يباعون في أسواق الرق والنخاسة وكان من ضمنهم أقطاي (بالتركية القديمة:Aktay) التي تعني "المهر الضخم" وكان أصله من الترك القفجاق ، وذكر شمس الدين الجزري في " تاريخه ": «أنه كان مملوكًا للزكي إبراهيم الجزري المعروف بالجبيلي، اشتراه بدمشق ورباه، ثم باعه بألف دينار» ،وألحق بخدمة الملك الصالح نجم الدين أيوب فجعله جمداره (أي الموكل بلباسه) فعُرف بهذا اللقب.

## سيرته
ضمه الملك الصالح أيوب إلي المماليك البحرية ونشأ معهم في قلعة الروضة في القاهرة ،وأصبح فيما بعد أمير ومقدم المماليك البحرية بمصر. بعد وفاة السلطان الأيوبي الصالح أيوب أثناء الحملة الصليبية السابعة على مصر، أرسلته شجرة الدر أرملة الصالح إلى حصن كيفا لاستدعاء ابنه توران شاه لتولي زمام الأمور في البلاد ،وبعد مصرع الأمير فخر الدين يوسف أتابك الجيش في معسكر جديلة جنوب المنصورة، تسلم أقطاي قيادة الجيش وأصبح القائد العام للجيوش المصرية، واستبسل مع  بيبرس البندقداري وقلاوون الألفي و بقية المماليك البحرية وعوام المصريين في الدفاع عن مدينة المنصورة.
في عهد السلطان عز الدين أيبك قاد القوات التي هزمت حاكم دمشق الناصر يوسف عند غزة ولعب دوراً هاماً في هزيمة الناصر يوسف هزيمة أخرى في معركة كورا.
في عام 1251م استولى على جزء من سوريا وفي عام 1252م، بالاشتراك مع شبيه اسمه «فارس الدين أقطاي المستعرب» قضى على تمرد قام به العربان في مصر الوسطى والصعيد بقيادة «الشريف حصن الدين ثعلب»، وأضاف مدينة الإسكندرية إلى اقطاعته.

## اغتياله
بعد أن أحس السلطان المعز عز الدين أيبك بزيادة نفوذ فارس الدين أقطاي وسيطرة البحرية على البلاد قرر هو وشجر الدر على قتله فستدرجه المعز إلي قلعة الجبل في مشورةٍ يأخذ رأيَه فيها، فذهب أقطاي على غيرِ أُهبة ولا اكتراث، فعندما دخل من باب القلعة، وصار في القاعة أُغلِقَ باب القلعة، ومُنِعَ مماليكُه من العبور معه، فخرج عليه جماعةٌ بالدهليز قد أعدوا لقَتلِه وهم سيف الدين قطز وبهادر وسنجر الغنمي، فهبروه بالسُّيوفِ حتى مات، فوقع الصريخُ في القلعة والقاهرة بقَتلِه، فركب في الحالِ مِن أصحابه نحوُ السبعمائة فارس ووقفوا تحت القلعةِ، وفي ظنهم أنَّه لم يُقتَل وإنما قُبِضَ عليه، وأنهم يأخذونَه من المعِزِّ، وكان أعيانُهم بيبرس البندقداري، وقلاوون الألفي، وسنقر الأشقر، وبيسرى، وسكز، وبرامق، فلم يشعروا إلا و رأسُ أقطاي قد رمى به المعزُّ إليهم، فسُقِطَ في أيديهم وتفَرَّقوا بأجمعهم، وخرجوا في الليلِ مِن القاهرة وحَرَقوا باب القراطين، فعرف بعد ذلك بالباب المحروقِ، فمنهم من قصد المَلِكَ المغيث بالكرك، ومنهم من سار إلى الملك الناصِر بدمشق، ومنهم من أقام ببلاد الغورِ والبلقاء والكرك والشوبك والقدس، يقطَعُ الطريق ويأكل بقائِمِ سَيفِه.

## أقطاي في الأدب والسينما والتلفزيون

غلاف رواية وا إسلاماه.